# 부치 레이놀즈
부치 레이놀즈(Butch Reynolds, 본명: 해리 리 "부치" 레이놀즈 주니어, Harry Lee "Butch" Reynolds Jr., 1964년 6월 8일 ~ )는 400미터 달리기에 출전한 미국의 전직 트랙 필드 선수이다. 1988년 개인 최고기록인 43초29로 11년 9일 동안 이 종목 세계기록을 보유했다. 그해 1988년 서울올림픽 은메달리스트(스티브 루이스에 이어)이자 계주 금메달리스트였다.
레이놀즈는 명백한 약물 검사 절차상의 결함으로 인해 미국 대법원이 레이놀즈에게 유리한 판결을 내릴 때까지 IAAF에 의해 약물 사용 혐의로 거짓 고발을 당하고 2년 동안 금지되었다. 레이놀즈는 허위 손해배상금으로 2,730만 달러를 받았지만 그 돈을 받지 못했다.
복귀 후 1993년 세계 실내 챔피언이 되었고 세계 선수권 대회에서 400m 은메달을 두 번 연속 획득했다. 또한 4×400m 계주 팀에서도 성공을 거두었으며 미국 선수 생활 중 3번(1987, 1993, 1995년) 세계 타이틀을 획득했다. 그의 팀이 1993년 세계 육상 선수권 대회에서 기록한 2분 54초 29는 현재 세계 기록이다. 레이놀즈는 현재 세계 기록 보유자인 마이클 존슨 (육상 선수)(Michael Johnson)과 웨이드 판 니케르크(Wayde van Niekerk)에 이어 400m 역사상 세 번째로 빠른 기록을 유지하고 있다.
2016년에는 미국 육상 명예의 전당에 헌액되었다.